# Aristolochia velutina
Aristolochia velutina är en piprankeväxtart som beskrevs av Pierre Étienne Simon Duchartre. Aristolochia velutina ingår i släktet piprankor, och familjen piprankeväxter. Inga underarter finns listade i Catalogue of Life.